# Waldemar Ossowski (Archäologe)

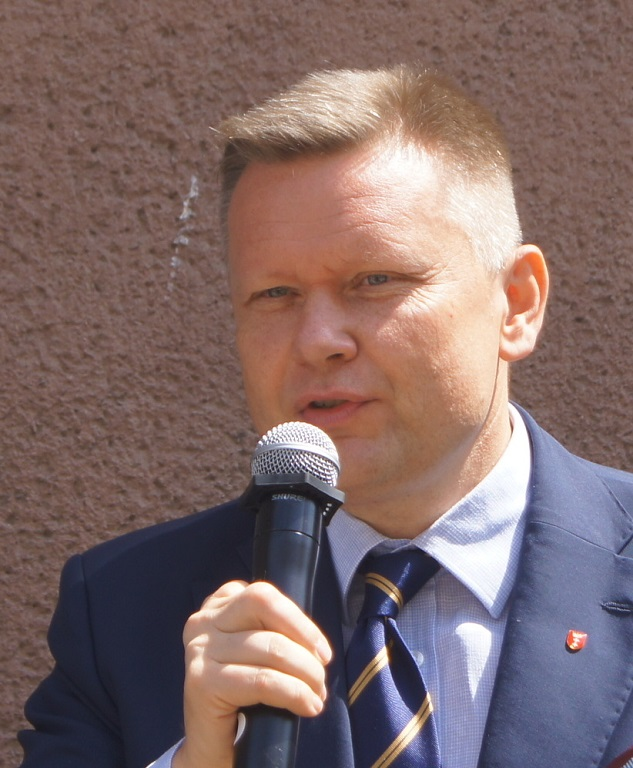
Waldemar Ossowski (2018)

Waldemar Jerzy Ossowski (* 8. Juni 1970 in Danzig, Polen) ist ein polnischer Archäologe, Hochschullehrer und Museumsleiter. Er ist seit November 2015 Direktor der städtischen Museen (Muzeum Gdańska) seiner Heimatstadt.

## Laufbahn
Ossowski wuchs in Danzig auf. In den Jahren 1989 bis 1994 studierte er Archäologie an der Universität Toruń. Im Jahr 2000 wurde er dort promoviert, im Jahr 2012 dort habilitiert. Im Jahr 2000 wurde er dort diplomierter Kurator.
Nach seinem Diplom wurde Ossowski 1994 Angestellter des Nationalen Meereskundlichen Museums in Danzig, wo er zwei Jahre später die stellvertretende Leitung der Abteilung für Unterwasserarchäologie übernahm. Im Jahr 2000 wurde er dort Kurator. Am 16. November 2015 übernahm Ossowski die Leitung der städtischen Museen von Danzig. Neben seiner Tätigkeit an den Museen war er 2011/2012 Gastprofessor für Archäologie an der Universität Warschau. Im Jahr 2013 wurde er zum Assistenzprofessor am Institut für Archäologie und Ethnologie der Universität Danzig berufen und 2015 zum außerplanmäßigen Professor ernannt.
Ossowski nahm von 1995 bis 2014 an zahlreichen Untersuchungen von Schiffswracks in der Danziger Bucht und an der polnischen Ostseeküste teil. Dabei handelte es sich unter anderem um Eisen- und Kupferschiffe aus dem 16.–17. Jahrhundert, die General Carleton (1785) vor der Piaśnica-Mündung, um den deutschen Schlepper Arngast beim Stilo-Leuchtturm und ein niederländisches Wrack von 1791 in der Danziger Bucht. Bei Notgrabungen, die das Seeamt in Gdynia wegen hydrologischer Arbeiten an der Toten Weichsel in Auftrag gegeben hatte, wurde eine 23 Meter lange „Burdyna“  aus dem 18. Jahrhundert gehoben und zwei weitere Wracks untersucht.
Ossowski ist seit 2013 Mitglied der polnischen Zweigstelle des Explorers Clubs.

## Ehrungen
Ossowski wurde 2010 mit dem silbernen Verdienstkreuz der Republik Polen ausgezeichnet. Das silberne Abzeichen für Denkmalschutz erhielt er 2000.
Im jährlichen Wettbewerb der polnischen Museologen wurden seine Veröffentlichungen und Forschungsarbeiten wiederholt mit der Sybilla ausgezeichnet.

## Schriften (Auswahl)
- Studia nad łodziami jednopiennymi z obszaru Polski. Gdańsk 1999.
- Some results of the study of longboats in Poland. In: Jerzy Litwin (Hrsg.): Down the river to the sea. Proceedings of the eighth International Symposium on Boat and Ship Archaeology, Gdańsk 1997. Gdańsk 2000, S. 59–66.
- mit Marek Kra̧piec: Das Wrack eines Flussschiffes aus dem 13. Jahrhundert von Kobyla Kępa bei Sztutowo. 23. Jahrgang, 2000, S. 395–414.
- mit Marek Kra̧piec: Die Wracks von Tolkmicko am Frischen Haff im Licht der jüngsten Forschung. In: Deutsches Schiffahrtsarchiv. 26. Jahrgang, 2003, S. 135–156.
- Przemiany w szkutnictwie rzecznym w Polsce. Studium archeologiczne. Gdańsk 2010.
- als Herausgeber:  Wrak statku “General Carleton”, 1785. – The Shipwreck “General Carleton”, 1785. Gdańsk 2008, ISBN 978-83-924360-1-0.